# Herman Geijer (författare)
För dialektforskaren med samma namn, se Herman Geijer
Johan Herman Geijer, född 4 december 1978, är en svensk författare, föreläsare och överlevnadscoach.
Geijer växte upp i Örsundsbro och gick estetiskt program på Westerlundska gymnasiet i Enköping. Han har arbetat bland annat som garderobiär på Carolina Rediviva och på ABF i Uppsala län. Därefter arbetar han som verksamhetsutvecklare på ABF:s förbundsexpedition och är bosatt i Stockholm.
Geijer har haft överlevnadskurser på ABF, där zombieapokalypsen användes som scenario. I december 2014 utgavs hans bok Zombieöverlevnad : din guide till apokalypsen, med illustrationer av Jimmy Wallin, på Apart förlag. 2017 släpptes Överlev katastrofen : tolv sätt att förbereda dig på Ordfront. Geijer medverkar i föreställningen Gilla framtiden! som framförs i samarbete med Improvisationsstudion och hade premiär under våren 2022. Under sommaren 2022 släppte han ännu en bok på Ordfront förlag Monstersamhället: från förnekelse till framtid där han liknar relationen mellan Frankenstein och hans monster i Mary Shelleys roman vid världens klimatkris och oförmåga att hantera den.
Geijer var framröstad till lyssnarnas sommarvärd i P1 2015 och hans program sändes 15 juli det året. Geijers sommarprogram fick även mycket positiv kritik i medier.

### Medverkar i
- Zombier, zombier, zombier: Eller du är omgiven av odöda (red) (Vertigo) 2020
- Vad håller ni på med? : en antologi om klimatet (En bok för alla) 2019